# Brarup Sogn
Brarup Sogn var et sogn i Falster Provsti (Lolland-Falsters Stift). Sognet indgik 1. januar 2020 i Nordvestfalster Sogn.
I 1800-tallet var Brarup Sogn anneks til Kippinge Sogn. De dannede sognekommunen Kippinge-Brarup. Senere kom Stadager Sogn med. Alle 3 sogne hørte til Falsters Nørre Herred i Maribo Amt. Kippinge-Brarup-Stadager sognekommune blev ved kommunalreformen i 1970 indlemmet i Nørre Alslev Kommune, der ved strukturreformen i 2007 indgik i Guldborgsund Kommune.
I Brarup Sogn ligger Brarup Kirke.
I sognet findes følgende autoriserede stednavne:
- Alstrup (bebyggelse, ejerlav)
- Brarup (bebyggelse, ejerlav)
- Brarup Stubbe (bebyggelse)
- Guldborg (bebyggelse)
- Lundby (bebyggelse, ejerlav)
- Lundbygård (landbrugsejendom)
- Steffensminde (landbrugsejendom)
- Vilhelmsdal (landbrugsejendom)